# In the Sign of Evil
In the Sign of Evil ist die erste EP der deutschen Thrash-Metal-Band Sodom. Es erschien 1984 über das SPV-Tochterlabel Devil’s Game.

## Entstehung
Nachdem die Band die beiden Demos Witching Metal und Victims of Death aufgenommen hatte, trennten sich Sodom im Streit vom Gitarristen Frank „Aggressor“ Testegen. Er wurde durch Josef „Grave Violator“ Dominic ersetzt. 1984 wurde die Band von SPV unter Vertrag genommen, der die Band im Oktober 1984 zu den Aufnahmen in die Casablanca Studios in Berlin schickte, wo Celtic Frost gerade ihre EP Morbid Tales fertigstellten. Offiziell wurde das Album von Wolfgang Eichholz, dem Gitarristen der Berliner Hard-Rock-Band S.A.D.O. produziert. Eichholz war laut Sänger Tom Angelripper nur selten im Studio. Er habe sich die Aufnahmen angehört, sagte „Weitermachen!“ und ging wieder.
Den Großteil der Produktion leistete der Toningenieur Horst Müller, den Tom Angelripper als „eigentlichen Produzenten“ bezeichnete. Müller habe während der Aufnahmen ständig Cannabis geraucht, was teilweise zur erheblichen Timingschwankungen führte. Ursprünglich wollte die Band ein ganzes Album aufnehmen, was jedoch von einem SPV-Mitarbeiter verhindert wurde. Dieser besuchte die Band im Studio, hörte die Aufnahmen und schlug daraufhin laut Angelripper „die Hände über den Kopf zusammen“. Der SPV-Mitarbeiter ordnete an, dass die bisherigen Aufnahmen noch gemischt werden und Sodom dann das Studio verlassen sollten. Ein von Tom Angelripper eingespieltes Basssolo wurde nicht auf der EP veröffentlicht.
Das EP-Cover wurde von Joachim Pieczulski erstellt. Laut Tom Angelripper sollte eigentlich das Bandlogo in der Mitte des Bildes stehen. Die Texte wollte die Plattenfirma ursprünglich nicht abdrucken, jedoch intervenierte die Band erfolgreich. Laut SPV-Chef Manfred Schütz wären die Texte in einem ziemlich schlechten Englisch gewesen, dass die EP nicht über SPV, sondern über das Tochterlabel Devil’s Game erschien.
2007 erschien das Album The Final Sign of Evil, darauf enthalten eine Neuaufnahme der In the Sign of Evil sowie sieben Lieder die 1984 verworfen wurden.

## Titelliste
1. Outbreak of Evil – 4:49
2. Sepulchral Voice – 4:31
3. Blasphemer – 3:05
4. Witching Metal – 3:13
5. Burst Command ’til War – 3:36

## Rezeption
Zum Zeitpunkt der Veröffentlichung erhielt die EP von der Fachpresse schlechte bis vernichtende Kritiken. Uwe Deese vom deutschen Magazin Rock Hard überlegte ernsthaft, die EP mit einer negativen Punktzahl zu bewerten, da „alles, was eine gute Heavy-Metal-Scheibe ausmacht“, auf Sodom „nicht zutrifft“. Da Deese das Lied Outbreak of Evil „gar nicht so schlecht“ fand und Witchhunters Schlagzeugarbeit „zwar nicht präzise, aber schnell ist“, vergab er dennoch zwei von zehn Punkten. Das Rock Hard nahm In the Sign of Evil im Juni 2009 in einer Liste von 250 Thrash-Metal-Alben, die man kennen sollte, auf. Das britische Magazin Terrorizer bezeichnete die EP als „Teil der ersten Black-Metal-Welle“.